# Raorhynchus cadenati
Raorhynchus cadenati is een soort in de taxonomische indeling van de Acanthocephala (haakwormen). De worm wordt meestal 1 tot 2 cm lang. Ze komen algemeen voor in het maag-darmstelsel van ongewervelden, vissen, amfibieën, vogels en zoogdieren.
De haakworm komt uit het geslacht Raorhynchus en behoort tot de familie Rhadinorhynchidae. Raorhynchus cadenati werd in 1992 beschreven door N. K. Gupta & Singh.